# Eparquía de Santo Tomás el Apóstol en Sídney
La eparquía de Santo Tomás el Apóstol en Sídney (en latín: Eparchia Sancti Thomas Apostoli Sydneyensis Chaldaeorum y en inglés: Saint Thomas the Apostle Chaldean and Assirian Catholic Diocese of Australia and New Zealand) es una circunscripción eclesiástica de la Iglesia católica en Australia, Nueva Zelanda y toda Oceanía. Se trata de una eparquía caldea inmediatamente sujeta a la Santa Sede. Desde el 15 de enero de 2015 su eparca es Amel Shamon Nona.

## Territorio y organización
La eparquía extiende su jurisdicción sobre los fieles católicos de rito caldeo residentes en Oceanía.
La sede de la eparquía se encuentra en Bossley Park, un suburbio de la ciudad de Sídney, en donde se halla la Catedral de Santo Tomás Apóstol.
En 2022 en la eparquía existían 7 parroquias:
- St Thomas The Apostle Chaldean & Assyrian Catholic Church en Bossley Park, un suburbio de Sídney en Nueva Gales del Sur. Tiene 3 misiones en los suburbios de Sídney
- St Mary's Assumption Chaldean Catholic Parish en Fairfield, un suburbio de Sídney en Nueva Gales del Sur
- Our Lady Guardian of Plants Chaldean Catholic Church en Campbellfield, un suburbio de Melbourne en Victoria
- St Addai the Apostle en Auckland, Nueva Zelanda, con misiones en Wellington y en Hamilton

## Historia
Aunque en la década de 1960 hubo algunos inmigrantes caldeos en Australia, la principal inmigración comenzó a principios de la década de 1970. Las guerras en Irak aumentaron la inmigración a fines del siglo XX y las primeras décadas del siglo XXI. La primera iglesia caldea —St Thomas— fue establecida en Sídney en agosto de 1978, y la segunda —Our Lady Guardian of Plants— en Melbourne en 1982.
La eparquía caldea de Santo Tomás el Apóstol en Sídney fue erigida el 21 de octubre de 2006 mediante la bula Inter gravissimas del papa Benedicto XVI.

Inter gravissimas multiplicesque summi Apostolici ministerii Nostri curas haud parvi momenti et ponderis habendas esse putamus eas, quae ad Ecclesias Orientales pertinent; cum sint Nobis ipsae sane carissimae tum antiquitate tum copia praeclararum traditionum et exemplorum sanctitatis. Respicientibus nunc Nobis adspirituale bonum atque regimen Christifidelium Ecclesiae ritus Chaldaei in Oceania commorantium, opportunum est visum pro iisdem Eparchiam condere. Audito igitur Venerabili Fratre Nostro Cardinale Praefecto Congregationis pro Ecclesiis Orientalibus, suprema Apostolica auctoritate constituimus Eparchiam Chaldaeam Oceaniae Sancti Thomae Apostoli in urbe Sydneyensi pro Christifidelibus catholicis ritus Chaldaei in Oceania commorantibus propriis cum iuribus atque obligationibus, cuius sedem ponimus in urbe Sydneyensi. Eius autem constitutio et administratio adnormas Codicis Canonum Ecclesiarum Orientalium fient. Quae vero iussimus ad effectum rite adducantur deque absoluto negotio sueta documenta exarentur et ad Congregationem pro Ecclesiis Orientalibus mittantur. Hanc denique Apostolicam Constitutionem nunc et in posterum ratam esse volumus, contrariis rebus nihil obstantibus.

## Estadísticas
Según el Anuario Pontificio 2023 la eparquía tenía a fines de 2022 un total de 79 608 fieles bautizados.
| Año                                                                             | Población | Población | Población      | Sacerdotes | Sacerdotes | Sacerdotes | Católicos por sacerdote | Diáconos permanentes | Religiosos | Religiosos | Parroquias y cuasiparroquias |
| Año                                                                             | Católicos | Total     | % de católicos | Total      | Diocesanos | Regulares  | Católicos por sacerdote | Diáconos permanentes | Masculinos | Femeninos  | Parroquias y cuasiparroquias |
| ------------------------------------------------------------------------------- | --------- | --------- | -------------- | ---------- | ---------- | ---------- | ----------------------- | -------------------- | ---------- | ---------- | ---------------------------- |
| 2006                                                                            | 29 000    | ?         | ?              | 7          |            | 7          | 4142                    |                      | 7          |            | ?                            |
| 2009                                                                            | 32 000    | ?         | ?              | 9          | 3          | 6          | 3555                    |                      | 6          |            | 4                            |
| 2010                                                                            | 31 000    | ?         | ?              | 9          | 3          | 6          | 3444                    | 1                    | 6          |            | 4                            |
| 2014                                                                            | 35 000    | ?         | ?              | 9          | 9          |            | 3888                    | 5                    | 12         |            | 7                            |
| 2017                                                                            | 35 000    | ?         | ?              | 9          | 9          |            | 3888                    | 6                    |            | 2          | 5                            |
| 2020                                                                            | 60 000    | ?         | ?              | 11         | 11         |            | 5454                    | 5                    |            | 2          | 6                            |
| 2022                                                                            | 79 608    |           |                | 11         | 11         |            | 7237                    | 5                    |            | 2          | 7                            |
| Fuente: Catholic-Hierarchy, que a su vez toma los datos del Anuario Pontificio. |           |           |                |            |            |            |                         |                      |            |            |                              |

Cerca de 13 000 caldeos viven en Sídney y alrededor de 9000 en Melbourne. Unos 3000 viven en Nueva Zelanda.

## Episcopologio
- Djibrail Kassab (21 de octubre de 2006-15 de enero de 2015 retirado) (archieparca a título personal)
- Amel Shamon Nona, desde el 15 de enero de 2015